# Ligante
Os íons ou moléculas que rodeiam um metal na formação de um complexo metálico, mais especificamente são chamados de ligantes (português brasileiro) ou ligandos (português europeu). Mais genericamente é toda a espécie química que se comporte como base de Lewis na formação de compostos de coordenação, pois se diz que está coordenado a tal íon.
Os ligantes simples, como a água ou o ânion cloreto só formam um ligação com o átomo central e por isso se chamam monodentados. Alguns ligantes são capazes de formar múltiplas ligações de coordenação, e são descritos como bidentados, tridentados, etc. O EDTA é hexadentado, o que lhe dá uma grande estabilidade em seus complexos.
O processo de ligação monolitica ao íon metálico por mais de uma posição de coordenação por ligante se chama quelação. Os compostos que formam complexos desta forma se chamam agentes quelantes ou quelatos, e, geralmente, têm muito maior tendência a formar complexos que seus homólogos monocoordenantes. Um destes agentes quelantes, de importância industrial, é o EDTA.

## Tipos de ligantes
Os ligantes de complexos de coordenação podem ser de vários tipos, dependendo de sua natureza:
1. Ligantes dadores σ dadores Π: São ligantes muito eletronegativos, bases duras, com grande densidade electrónica ao redor do núcleo. São cruciais a estabilizar principalmente metais de transição em altos estados de oxidação. O metal em elevado estado de oxidação, têm as suas orbitais vazias, com as quais podem interagir com o ligante, formando iões complexos muito estáveis. 

Alguns exemplos destes ligantes são os halogenetos, óxidos, e em geral elementos altamente eletronegativos.
2. Ligantes doadores σ: Com capacidade doadora σ exclusivamente. Se caracterizam por estabilizar o estado de oxidação mais estável da primeira série de transição. Para a 2a e 3a série não têm maior importância, dado que participam pouco na estabilização ou desestabilização da molécula. 

Por exemplo: ligante "aqua" (H2O), amônio (NH3) e aminas, em geral (NR3)